# Nioh
Nioh (Japanisch: 仁王, Hepburn: Niō, „Zwei Deva-Könige“) ist ein Action-Rollenspiel, das vom japanischen Entwicklungsstudio Team Ninja für die Spielkonsole PlayStation 4 (PS4) entwickelt wurde. Es erschien weltweit erstmals im Februar 2017 durch die Publisher  Sony Interactive Entertainment im internationalen Raum und Koei Tecmo in Japan. Eine Ausgabe mit allen verfügbaren Inhalten (DLC) für die PlayStation 4 und Microsoft Windows wurde am 7. November 2017 von Koei Tecmo veröffentlicht. Eine Remastered-Version für die PlayStation 5 erschien am 5. Februar 2021.
Die Handlung spielt in einer fiktionalisierten Version des Jahres 1600 und dreht sich um die Reisen von William Adams, einem irischen Seemann. Der Spielercharakter wurde vom gleichnamigen historischen Engländer, der einer der wenigen Samurai der westlichen Welt war, inspiriert. Adams verfolgt den Zauberer Edward Kelley in die letzten Schlachten der Sengoku-Periode, einer Zeit in der sich Tokugawa Ieyasu um die Vereinigung Japans bemühte. Diese Bemühungen werden durch das Auftauchen der Yōkai erschwert, dämonenartigen Wesen des japanischen Volksglaubens, die von dem Chaos des Krieges profitieren. Das Prinzip des Spiels besteht darin, die verschiedenen Spielgebiete im Rahmen eines actionreich inszenierten Kampfsystems von Monstern zu befreien. Der Kampf dreht sich um Ausdauer oder „Ki“-Management und verschiedene Schwertstellungen, die abhängig vom Feind stark oder schwach sind.
Die Entwicklung von Nioh wurde 2004 für die PlayStation 3 als Teil eines Multimedia-Projekts initiiert, welches auf einem unvollendeten Drehbuch von Akira Kurosawa basierte. Das Projekt durchlief eine turbulente und langwierige Vorproduktionsphase und wurde mehrfach überarbeitet, bis eine endgültige Version 2014 für die PlayStation 4 entwickelt wurde. Die Geschichte basiert zwar auf dem Leben des westlichen Samurai William Adams, wurde aber durch übernatürliche und fiktive Elemente ergänzt. Informationen zur Entwicklung existierten nur sporadisch bis Nioh 2015 erneut der Öffentlichkeit vorgestellt wurde.
Im Laufe des Jahres 2016 wurden Alpha- und Beta-Demos veröffentlicht, um sowohl die Reaktion der Öffentlichkeit auf den Titel zu testen als auch Anpassungen anhand des Feedbacks vorzunehmen. Ursprünglich für das Jahr 2016 geplant, wurde die Veröffentlichung des Spiels aufgrund der vorgenommenen Anpassungen in das folgende Jahr verschoben. Bei der Veröffentlichung erhielt Nioh positive Kritiken, wobei das Gameplay und die Grafik gelobt wurden, während die Story als mangelhaft oder verwirrend kritisiert wurde. Es erreichte hohe Positionen in den Verkaufscharts und wurde weltweit über drei Millionen Mal verkauft. Ein Nachfolger, Nioh 2, wurde am 13. März 2020 für die PlayStation 4 veröffentlicht.

## Gameplay
Nioh ist ein Action-Rollenspiel, dessen Handlung sich im Japan des Jahres 1600 zuträgt, wobei der Spieler die Rolle eines irischen Samurai namens William übernimmt. Der Spieler führt William auf Missionen durch geschlossene Umgebungen, in denen er sowohl gegen menschliche Feinde als auch gegen übernatürliche Wesen, die Yokai genannt werden, kämpft: Die Missionen sind in sich abgeschlossen, enthalten alternative Routen, die William navigieren kann, und werden aus einem Menü ausgewählt, anstatt durch die Navigation in einer offenen Welt erreicht zu werden. Während er durch die Umgebungen navigiert, kann William verschiedene Sammelobjekte finden, sowohl in Kisten, die in der Umgebung verstreut sind, als auch an anderen Orten innerhalb der Umgebungen, wie z. B. gefallenen Soldaten. Zu diesen Sammelgegenständen gehören Amrita, die Erfahrungspunkte (EXP) des Spiels, Gold, die Währung des Spiels, neue Waffen und Rüstungen sowie Verbrauchsgegenstände wie Bomben. Waffen und Rüstungen, die in der Umgebung gefunden werden, können zu einem Schmied gebracht werden, der sie von William kaufen oder in Basismaterialien zerlegen kann. In den Levels verstreute Schreine dienen als Kontrollpunkte, die es dem Spieler ermöglichen, den Fortschritt zu speichern, die Gesundheit aufzufüllen und Williams Erfahrungsstufe durch angesammelte EXP zu erhöhen: Dadurch werden alle normalen Gegner in einem Gebiet neu geweckt. Im Kampf erworbene Skill-Punkte werden an Schreinen vergeben.
Der Kampf basiert auf einer Mischung aus Dark-Souls-inspiriertem Kampf und schnellem Hack-and-Slash-Kampf (ähnlich wie bei früheren Team-Ninja-Werken), wobei William in der Lage ist, Feinde anzugreifen und ihre Angriffe im Gegenzug zu blockieren. William kann rennen, ausweichen und sprinten, wobei diese und die Kampfaktionen seine Ki-Ausdauerleiste aufbrauchen. Wenn sein Ki aufgebraucht ist, ist William anfällig für Angriffe. Wenn das Timing stimmt, kann William verlorenes Ki mit einer Aktion namens „Ki-Puls“ wieder auffüllen. Der Ki-Puls gewährt William auch Status-Buffs und vertreibt Miasma-Flecken, die von Yokai und anderen übernatürlichen Gegnern erzeugt werden und schnell Ki verbrauchen. Besiegte Feinde lassen Beute fallen, darunter Geld und Waffen. Die Geschwindigkeit, mit der William sich durch die Levels bewegen kann, hängt vom Gewicht seiner ausgerüsteten Rüstung ab; je schwerer sie ist, desto schneller wird sein Ki verbraucht. Wenn William stirbt, bleiben alle bis dahin erworbenen EXP dort liegen, wo er gefallen ist, und er muss zurückreisen, um sie abzurufen. Stirbt er jedoch erneut und erreicht den Ort deshalb nicht, geht die Menge der fallen gelassenen EXP verloren und das Geisttier wird automatisch wiederhergestellt.
William hat Zugriff auf mehrere Arten von Nahkampfwaffen: Dazu gehören Einzel- und Doppelschwerter, Äxte, Stangenwaffen und Kusarigama. Zusätzlich zu den Nahkampfwaffen hat William Zugang zu Fernkampfwaffen wie einem Bogen, einem Gewehr und einer Handkanone. Je mehr eine Waffe benutzt wird, desto stärker und effektiver wird sie. Im Kampf kann William zwischen drei Stances (Haltungen) mit Nahkampfwaffen wechseln, wobei jede Stance unterschiedliche Auswirkungen hat; High Stance verursacht höheren Schaden und senkt gleichzeitig die Verteidigung, Low Stance ermöglicht schnelle Angriffe und bessere Verteidigung, während Middle Stance Elemente der anderen beiden Stances ausgleicht. Diese Stances verbrauchen auch unterschiedliche Mengen an Ki, abhängig von ihrer Angriffsstärke. William kann auch „Guardian Spirits“ (Belebter Geist) beschwören, Tiere, die seine Gesundheit und Ki in einem einzigen Meter mit zusätzlichen Stat-Boosts wie Erhöhung der Angriffskraft oder Verteidigung kombinieren. Jeder Guardian Spirit steigert unterschiedliche Werte und kann nur an Schreinen ausgetauscht werden. Guardian Spirits sind auch verloren, wenn William stirbt, aber sie können zu ihm an einem Schrein auf Kosten seiner verlorenen EXP beschworen werden. Zusätzlich zu normalen Feinden kann William Wiederkehrer (eng: Revenants) beschwören, feindliche Geister, die auf anderen gefallenen Spielern basieren, um zu kämpfen und Erfahrung, Geld und Gegenstände zu gewinnen. Ein kooperativer Multiplayer ermöglicht es, andere Spieler zu beschwören, um in Kämpfen zu helfen.
Das Wachstum von Williams Charakter wird durch EXP gesteuert. Einige Statistikpunkte können nach der Eröffnungsmission des Spiels dem Charakter von William zugewiesen werden. Während des Hauptspiels können die Statistikpunkte den Attributen von William zugewiesen werden, die von erhöhter physischer Stärke bis zu erhöhter Geschwindigkeit reichen. Die Stat-Punkte werden auf drei Fertigkeitenbäume aufgeteilt: „Samurai“ für Waffen-Skill-Trees für den Standard-Nahkampf, „Ninja“ für Distanzwaffen wie Shurikens und Gifte und „Onmyo-Magie“, die mit der Erstellung von Talismanen verbunden sind, verbrauchbaren Gegenständen, die temporäre Stat-Boosts gewähren. Wenn William Kodama findet und zu den Schreinen innerhalb jeder Mission führt, kann er sonst unzugängliches Bonusmaterial wie Gegenstände und Waffen erwerben. Gegenstände können am Schrein im Tausch gegen EXP angeboten werden. Zusätzliche Buffs können mit Prestigepunkten gewährt werden, die durch das Erfüllen bestimmter Aufgaben innerhalb der Levels erworben werden, wie z. B. das Austeilen einer bestimmten Menge an Schaden oder das Töten einer Anzahl von Gegnern mit einem Waffentyp.

## Übersicht

### Schauplatz und Charaktere
Nioh spielt im Jahr 1600 in einer fiktionalisierten Dark-Fantasy-Version der späten Sengoku-Periode, einer Zeit, in der sich die Clans Japans vor der Vereinigung unter dem Tokugawa-Shogunat und dem Beginn der Edo-Periode im Krieg befanden. Inmitten der Kämpfe und der hohen Zahl an Todesopfern sind Yōkai aufgetaucht und haben begonnen, im ganzen Land Verwüstung anzurichten: Zu den wichtigsten Yōkai-Bedrohungen, die im Spiel auftauchen, gehören Hinoenma, Jorōgumo und eine Yuki-onna, die aus dem Geist der Frau von Oda Nobunaga nach dem Honnō-ji-Vorfall geboren wurde.
Der Protagonist des Spiels ist William Adams (Ben Peel), ein blondhaariger Ire, der auf der Suche nach einem Feind in Japan ankommt. Dort trifft er auf Tokugawa Ieyasu (Masachika Ichimura) und seinen Ninja-Diener Hattori Hanzō (Toshiyuki Morikawa) und verbündet sich mit ihnen sowohl gegen Williams Feind als auch gegen die Yōkai, die Japan befallen. William wird im Kampf von Yagyū Munetoshi, Hōzōin In'ei und Marume Nagayoshi ausgebildet. Der Hauptantagonist ist Edward Kelley (Hiroyuki Kinoshita/Nicholas Boulton), der den Konflikt mit seinen dunklen alchemistischen Fähigkeiten im Auftrag von John Dee (Timothy Watson), dem Chefberater von Königin Elizabeth I., vorantreibt.
William kreuzt auch die Wege zahlreicher historischer Figuren aus dieser Zeit: Dazu gehören Ieyasus Verbündete Ii Naomasa (Jun Fukuyama) und Honda Tadakatsu (Tesshō Genda); der Daimyo Kuroda Yoshitaka (Yōhei Tadano) und sein Sohn Kuroda Nagamasa (Hiroshi Tsuchida); Ieyasus Hauptrivale Ishida Mitsunari (Takahiro Sakurai) und seine Verbündeten Shima Sakon (Keiji Fujiwara) und Ōtani Yoshitsugu (Kenyuu Horiuchi); Tachibana Ginchiyo (Shizuka Itō), Oberhaupt des Tachibana-Klans, und ihr Mann Muneshige (Eiji Hanawa); der feindliche Söldner Suzuki Magoichi (Yasuyuki Kase); Yasuke (Richie Campbell), ein ehemaliger bevorzugter Vasall Nobunagas; der Date-Clan mit Date Masamune, Date Shigezane und Katakura Shigenaga; Sanada Yukimura, Sarutobi Sasuke und die Sanada Ten Braves; und Tenkai (Takayuki Sugō), ein Mönch der buddhistischen Sekte Tendai und Meister der Manipulation von Yin und Yang Magie. Original-Charaktere sind Okatsu (Emi Takei), ein weiblicher Ninja in Hanzōs Clan, die eine Abneigung und Neugier für William hält; und Fuku (Risa Shimizu), Tenkais Schüler.

### Hauptplot
Das Spiel beginnt mit einer Erzählung von William, in der er Amrita beschreibt, einen mystischen goldenen Stein, der in Japan im Überfluss vorhanden ist und von der Regierung von Königin Elisabeth I. gesucht wird, um den Sieg über Spanien zu sichern. William war einer derjenigen, die von der Königin beauftragt wurden, Amrita zu beschaffen, wurde aber danach eingesperrt, um das Amrita geheim zu halten. Im Tower of London gefangen gehalten, bricht William mit Hilfe seines Geistwächters Saoirse aus, einem aus den Gebeten seines Dorfes geborenen Wassergeist, der ihn als Junge vor dem Tod bewahrte und ihn nun am Sterben hindert. William wird von Edward Kelley konfrontiert, der nach der japanischen Amrita sucht. Nachdem er versucht hat, William zu töten, benutzt Kelley seinen Ouroboros-Geist, um Saoirse zu stehlen und sich mit William auf der Verfolgung nach Japan zu begeben. Als er im Jahr 1600 in Japan landet, kämpft er gegen die Oni, die die Gegend verwüsten, und erhält Hilfe von Hanzo Hattori, der ihm hilft, Kelley im Austausch gegen den Kampf gegen die Oni zu finden. Auf einer seiner ersten Missionen wird William von einem Nekomata begleitet, der ihm erzählt, dass das empfindliche Gleichgewicht zwischen guten und bösen Geistern durch das vergangene Jahrhundert des Krieges in Japan gestört worden ist. Die Besessenheit durch Nekomata ermöglicht es ihm, Japanisch zu verstehen.
Williams Arbeit gegen die Yōkai und die Rettung von Schlüsselfiguren bringt ihm Ieyasus Gunst ein, während Mitsunari und seine Anhänger sich mit Kelley verbünden, in der Hoffnung, dass Mitsunari ein Land schaffen kann, das nicht gänzlich von den Starken beherrscht wird. William erfährt jedoch bald von Okatsu, dass Ieyasu viele seiner Familie in einem rücksichtslosen Kampf um die Macht geopfert hat, wobei Okatsu eine von Ieyasus unehelichen Töchtern ist, die entkam, indem sie eine Kunoichi wurde. Kelley fährt fort, William zu plagen, einschließlich der Verkörperung von Tachibana Muneshige in einem Versuch, Muneshiges Frau Ginchiyo zu untergraben und Oda Nobunagas Frau, Prinzessin Nō, als Yukionna wieder auferstehen zu lassen. Kelley entleert später ein Amrita-Siegel, das böse Geister davon abhält, Kyoto zu verwüsten, wobei William die Geister mit Hilfe von Tenkai, seinem Lehrling Fuku und dem Nekomata, der sich opfert, um den anderen Zeit zu geben, das Siegel wiederherzustellen, gerade noch aufhalten kann. In einer späteren Begegnung rettet William Okatsu vor Kelleys Kontrolle und entkommt dann mit ihr, als Ieyasu eintrifft und Kelley angreift, obwohl William zunächst beunruhigt ist, dass Ieyasu bereit ist, Okatsu sterben zu lassen. Doch als er merkt, dass Ieyasu insgeheim unter seinen rücksichtslosen Entscheidungen und Opfern leidet, entscheidet sich William schließlich dafür, ihm weiterhin zu helfen.
Die Ereignisse spitzen sich während der Schlacht von Sekigahara zu, wo William zunächst gegen Ōtani Yoshitsugu – der Kelleys Alchemie nutzt, um seinen geschwächten Körper zu stärken – und Shima Sakon antritt. Nachdem Sakon besiegt und Mitsunaris Armee von Ieyasus Streitkräften aufgerieben wurde, überzeugt Kelley Mitsunari, ein Ritual zuzulassen, bei dem er das Leben seiner 300 Männer opfert, um einen Gashadokuro zu beleben, den William mit Hilfe von Hattori und Tenkai besiegt. Ieyasu lässt William Mitsunari verfolgen und kämpft mit ihm, als Kelley ihn in einen Yōkai-Hybriden verwandelt, bevor er ihn in die menschliche Form zurückbringt, was zu seiner Gefangennahme durch Ieyasus Truppen führt und Tenkai als Akechi Mitsuhide entlarvt. William verfolgt Kelley zu einem Versteck, wo er seine Versuche, Nobunaga wiederzubeleben, stört. Kelley flieht, während Nobunagas enger Freund Yasuke sich mit William duelliert, der ihn besiegt. William macht sich auf den Weg, um Kelley in Nobunagas rekonstruiertem Schloss zu konfrontieren. Er wird von Nobunagas wiederauferstandener Gestalt überwältigt, bevor sich Nobunaga gegen Kelleys Kontrolle auflehnt. In die Enge getrieben und besiegt, benutzt Kelley Ouroboros und Saoirse's Energie, um Yamata no Orochi wiederzuerwecken. William besiegt es und erfährt dann von dem sterbenden Kelley, dass er Amrita sammelte, um sie für seinen Meister John Dee nach England zu schicken. Nachdem er Saoirse zurückerobert hat, beschließt William zu verschwinden, was es Hattori ermöglicht, ihn nicht auf Befehl von Ieyasu zu töten und ihn für tot zu erklären. Dies macht Okatsu traurig, der begonnen hatte, sich um ihn zu kümmern und ihn für anders als andere Samurai hielt. Nach der Hinrichtung von Mitsunari etabliert Ieyasu die Herrschaft seiner Familie, indem er die Edo-Periode als eine von Menschen regierte Ära einführt und die Wahrheit über die Yōkai und die Beteiligung von William verbirgt. Hanzo lügt Ieyasu an, dass William tot ist, aber als er und Okatsu gehen, wird Ieyasu enthüllt, dass er nicht nur von Williams Überleben weiß, sondern auch insgeheim mit dem Ergebnis zufrieden ist.
Drei Jahre später kehrt William nach England zurück, um Dee zu konfrontieren, wobei er auch entdeckt, dass Edward Kelley nur einer von mehreren ähnlichen Homunkuli ist, die von diesem erschaffen wurden. Als William Dees Angebot einer Partnerschaft ablehnt, um England nach dem Tod von Elizabeth I. zur Welteroberung zu führen, aktiviert der Chefberater einen Aufzug um seine Kammer, der William und ihn selbst in einen geheimen Turm bringt, in dem riesige Vorräte an Amrita zu sehen sind. Dee absorbiert dann Energie aus den Kristallen und verwandelt sich in eine monströse Erscheinung, die als Hundred Eyes bekannt ist. William besiegt Dee, blendet ihn und kastriert so seine magischen Fähigkeiten. Vor seiner Abreise bemerkt William eine der magischen Kugeln von Hundred Eyes und beschließt, nachdem er eine Vision von Hattoris Tod bei der Belagerung von Osaka erhalten hat, nach Japan zurückzukehren.
Die Geschichte wird durch herunterladbare Inhalte (DLC) fortgesetzt.

### Drache des Nordens
Im ersten DLC kehrt William nach Japan zurück, wo er mit dem wiederauferstandenen Nekomata wiedervereint ist und von Ieyasu erfährt, dass Hanzo verschwunden ist, während er den Kriegsherrn Date Masamune untersucht, der heimlich eine Rebellion gegen das Tokugawa-Shogunat mit einer Armee von Yōkai plant. William rettet Hanzo schließlich vor den Date-Kräften, während er Masamune davon überzeugt, seinen Plan aufzugeben. Er erfährt, dass Masamune von einer spanischen Spionin namens Maria mit Amrita versorgt wurde, die entkommt und Toyotomi Hideyori ihre Dienste anbietet, um noch mehr Chaos in Japan zu stiften, um das Amrita zu erobern und zu benutzen, damit das spanische Reich seinen Status als Weltmacht nach seiner lähmenden Seemannsniederlage gegen England wiedererlangen kann.

### Trotzige Ehre/Das Ende des Blutvergießens
Der zweite und dritte DLC konzentrieren sich auf Williams Jagd nach Maria, während er der Tokugawa-Armee hilft, mit Sanada Yukimura während der Belagerung von Osaka fertig zu werden. „Defiant Honor“ findet während der Winterkampagne der Belagerung statt. William schließt sich dem Kampf an der Seite von Masamunes Streitkräften an und schafft es, die Sanada-maru zu infiltrieren und schließlich mit Yukimura selbst die Klingen zu kreuzen. Die Schlacht endete jedoch, als Lady Chacha einen Waffenstillstand signalisierte, nachdem sie von Maria überzeugt worden war, die Amrita zu benutzen, nachdem sie bei Yukimura versagt hatte. „Bloodshed's End“ findet während der Sommerkampagne statt, in der William noch einmal in die Sanada-maru eindringt und Hideyori besiegt, der sich als ein aus Amrita erschaffener Golem entpuppt. Zusammen mit Yukimura, der seinen Ninja-Vasallen Sarutobi Sasuke seine Identität annehmen ließ, um seinen Tod während der Schlacht von Tennōji vorzutäuschen, konfrontiert William Maria, die entkommt, und Chacha, als sie sich in einen Neunschwänzigen Fuchs-Dämon verwandelt, um sie zu töten. Besiegt und tödlich verwundet, erlangt Chacha ihre Sinne wieder und entschuldigt sich bei Yukimura, der an ihrer Seite bleibt, während das Schloss Osaka in Flammen aufgeht und die Genna-Ära beginnt. Da Maria eine Bedrohung bleibt, setzen William und Hanzo ihre Jagd nach ihr fort.

## Entwicklung
Nioh wurde von Team Ninja entwickelt, einer Abteilung des Spieleherausgebers Koei Tecmo, die zuvor die Ninja-Gaiden- und Dead-or-Alive-Serien entwickelt hatte. Es wurde von Fumihiko Yasuda und Yosuke Hayashi mitregiert und von Kou Shibusawa und Hisashi Koinuma mitproduziert. Der Eröffnungsfilm wurde von Shinji Higuchi inszeniert, zu dessen Arbeiten auch Shin Godzilla gehört. Der Filmregisseur für das Spiel im Allgemeinen war Makoto Kamiya, der zuvor die Spezialeffekte für Death Note: Light Up the New World und die Filmversion von I Am a Hero überwacht hatte. Die Musik wurde von Yugo Kanno komponiert, zu dessen früheren Arbeiten die Fernsehfilmserie Bayside Shakedown und Japan Studio's Rain gehörten. Das Konzept für das Spiel wurde von Shibusawa erstellt, der während der gesamten Entwicklung eine leidenschaftliche Vision für das Projekt hatte, was sich wiederum auf seine Entwicklung auswirkte.

### Vor-Produktion
Die ursprüngliche Version von Nioh basierte auf Oni, einem unvollendeten Drehbuch des japanischen Filmregisseurs Akira Kurosawa. Laut Yasuda ist diese erste Version „einfach abgestürzt“ und das Team musste von vorne beginnen. Die einzigen Elemente, die in der endgültigen Version überlebten, waren der Schauplatz, der Protagonist, der ein blondhaariger Ausländer ist, und das grundlegende Konzept des Drehbuchs. Die Erzählung wurde ansonsten zu einer neu entwickelten Geschichte umgeschrieben, die auf dem Leben des Engländers William Adams, der ein Samurai im Dienste von Ieyasu wurde, und den Ereignissen der Sengoku-Zeit basiert. Während das ursprüngliche Kurosawa-Drehbuch zugunsten der neu konzipierten Handlung fallen gelassen wurde, wurden künstlerische Elemente und Kampfbewegungen von anderen Kurosawa-Filmen wie Yojimbo und Sieben Samurai inspiriert. Der früheste Entwurf der neuen Handlung, der von den Drehbuchautoren der Kessen-Serie erstellt wurde, gab der Hauptfigur eine führende, aber nicht näher beschriebene Rolle in den Ereignissen der Sengoku-Zeit. Diese Version wurde fast vollständig verworfen.
Die Entwicklung des Titels begann im Jahr 2004, als es als traditionelles japanisches Rollenspiel konzipiert wurde. Es wurde intern von Koei entwickelt, vier Jahre vor der Fusion mit Tecmo im Jahr 2008. Die Entwicklung dieser ersten Version lief von 2004 bis 2008 und dauerte etwa vier Jahre, bevor alle Arbeiten bis zu diesem Zeitpunkt verworfen wurden. Die Rollenspielversion wurde von Shibusawa verworfen, da sie nicht genügend spielerische Elemente enthielt. Die Produktion wurde neu gestartet und zu Omega Force, einer Abteilung von Koei Tecmo, verlagert und das Genre zu einem rasanten Actionspiel, ähnlich der Dynasty-Warriors-Serie, geändert. Auch diese Version wurde verworfen, da Shibusawa mit der Richtung des Projekts unzufrieden war.
Team Ninja wurde erst 2010 hinzugezogen, um bei der Entwicklung des Action-Gameplays zu helfen. Zu diesem Zeitpunkt begann der Titel, sich zu einem Action-Rollenspiel zu entwickeln. Als das Projekt erstmals von den Koei-Mitarbeitern vorgestellt wurde, war Team Ninja skeptisch gegenüber dem Projekt, da sie sich unsicher waren, ob es sich um ein weiteres Spiel im Stil von Dynasty Warriors handeln würde. Die Entwicklung wurde 2012 vollständig an Team Ninja übertragen, und die anschließende Produktion dauerte etwa vier Jahre. Bis zu diesem Zeitpunkt waren nur die grundlegenden Konzepte fertiggestellt worden, aber als Team Ninja mit der vollständigen Entwicklung begann, verfestigte sich das Projekt zu einem vollwertigen Action-Titel. Die Mitarbeiter von Team Ninja kümmerten sich um die Gameplay-Aspekte, während frühere Mitarbeiter des ursprünglichen Koei-Teams das Szenario bearbeiteten.
Die Alpha-Version wurde im August 2012 fertiggestellt. Das Team verwendete ursprünglich die Ninja-Gaiden-Engine, und Shibusawa war erneut besorgt, da er das Gefühl hatte, das Spiel würde sich in einen Ninja-Gaiden-Klon verwandeln. Ein zitiertes Beispiel war eine Szene, in der William einen Feind mit seinen bloßen Händen schwingt. Etwa zu dieser Zeit wurde Yasuda an Bord geholt. Hayashi kämpfte damit, das Gameplay für einen Samurai-Charakter zu entwickeln, und stoppte die Entwicklung nach einem halben Jahr wieder. Als Koei Tecmo begann, Spiele für die PlayStation 4 zu produzieren, baten Shibusawa und Koei Tecmo CEO Hisashi Suganuma Hayashi, Nioh für diese Plattform zu entwickeln. Nachdem die Details bestätigt worden waren, dauerte die Entwicklung dieser Version drei Jahre. Insgesamt befand sich das Projekt zwischen zwölf und dreizehn Jahren in der Entwicklung. Shibusawa sagte, dass die Erwartungen der Fans an das Spiel in Japan der einzige Grund waren, warum das Spiel nicht abgesagt wurde.

### Szenario
Nachdem die Produktion des Spiels 2014 bestätigt wurde, sagte Shibusawa, dass das Team die geplante Erzählung überdenken müsse. Während der frühen Gespräche waren sich Yasuda und Hayashi nicht einig, welche Art von Erzählung sie wollten, da Yasuda etwas machen wollte, das näher an Ninja Gaiden war, und Hayashi eine düstere Erfahrung wollte, die auf Krieg und Tod basiert. Der Fokus auf den Tod wurde sowohl aus dem Setting als auch aus den Überlieferungen rund um den Bushido-Samurai-Kodex gezogen. Die Eröffnung des Spiels im Tower of London, der einen unheimlichen Ruf hatte und von einer düsteren Folklore umgeben war, trug zu diesem Thema bei. Das übergreifende Thema des Spiels war der Zyklus von Leben und Tod, der sowohl von William als auch von den feindlichen Yokai repräsentiert wurde. Yasuda war für die Yokai-Jagd-Aspekte der Erzählung verantwortlich, etwas, das Hayashi stark ablehnte.
Während man sich für das finale Spiel auf einen westlichen Hauptcharakter einigte, sah das ursprüngliche Konzept einen einheimischen Samurai als Protagonisten in einer originellen Geschichte vor. Da die Koei-Mitarbeiter bereits historische Titel wie Romance of the Three Kingdoms und Nobunaga’s Ambition entwickelt hatten, entschieden sie sich, das Spiel auf historischen Ereignissen aufzubauen.[25] Die Sengoku-Periode wurde als Schauplatz des Spiels gewählt, da sie eine fruchtbare Periode der japanischen Geschichte für einen Action-Titel war. Shibusawa war außerdem von Adams’ Heldentaten fasziniert, und die Geschichte basierte auf den wichtigsten Ereignissen in seinem Leben und seinen Erlebnissen in Japan, das damals eine isolierte Nation war. Sie fügten auch fantastische Elemente wie Yokai hinzu.
Ein großer Einfluss auf die Geschichte war James Clavells 1975 erschienener Roman Shōgun, in dem es um einen fiktiven englischen Samurai ging, der auf dem realen Adams basierte. Die Figur des William war zunächst als westlicher Pirat konzipiert, der zum Samurai wurde, und wandelte sich dann in seine heutige Form. Sein allgemeines Design änderte sich während der Produktion nur wenig, aber kleinere Details wurden im Laufe der Jahre verändert. Der singuläre Fokus des Spiels auf den Tod stand in starkem Kontrast zu den früheren Werken von Team Ninja, die auch leichte erotische Elemente enthielten. Auf Drängen des Managements wurden fröhlichere oder komödiantische Elemente wie der Kodama hinzugefügt.
Ein bemerkenswertes Element der Geschichte war die Besetzung der Hauptrollen mit hochkarätigen Schauspielern, von denen viele sowohl Stimmen als auch Motion Capture zur Verfügung stellten. Das Team wollte die Charaktere zum Leben erwecken und die historischen Aspekte der Erzählung voll zum Ausdruck bringen. Die Mitarbeiter von Koei hatten zwar Erfahrung mit Spielen, in denen historische Figuren verwendet wurden, aber sie konzentrierten sich mehr auf die stilvolle Präsentation als auf die subtile Mimik während der Story-Abschnitte. Während der Großteil der Besetzung Japanisch sprach, sprach William Englisch. Ursprünglich sollte dies umgekehrt sein, aber das Team hielt es für unrealistisch, selbst innerhalb der phantastischen Darstellung des Settings, so dass sie es anpassten. Es stellte auch dar, wie William trotz einer Sprachbarriere gut mit anderen kommunizieren konnte.

### Spiel-Design
Als Team Ninja zum ersten Mal in das Projekt involviert war, führten sie viele Trial-and-Error-Tests durch, um einen Gameplay-Stil zu finden, der am besten zum Ton des Spiels passte. Als das Projekt an Team Ninja übergeben wurde, sagte Shibusawa ihnen, sie sollten „die Mission, Nioh zu erschaffen, vollenden“. Die Entscheidung, das Projekt an Team Ninja zu übergeben, wurde stark vom Erfolg von Dark Souls und anderen ähnlichen Titeln beeinflusst, die von einigen aufgrund ihres schwierigen, aber lohnenden Action-Gameplays als „Masocore“ bezeichnet wurden. Viele bei Team Ninja waren Fans der Souls-Reihe und schrieben deren Popularitäts zu, dass die Entwicklung von Nioh nicht eingestellt wurde. Weitere Einflüsse waren Bloodborne, Ninja Gaiden, Onimusha und Diablo. Das Hauptziel der Entwickler war es, den Schwierigkeitsgrad sowohl der Souls-Reihe als auch von Ninja Gaiden abzubilden und es gleichzeitig für die Spieler zugänglich, fair und lohnend zu machen. Anstatt eine Engine zu lizenzieren oder von einem ihrer anderen Titel zu übernehmen, wurde sie für Nioh von Grund auf neu entwickelt.
Während der Kampf weitgehend von den Souls-Spielen beeinflusst wurde, war Team Ninjas Verwendung von Belohnungsgegenständen stärker von der Diablo-Reihe beeinflusst, da sie wollten, dass sich der Kampf um die Fähigkeiten des Spielers dreht und nicht um die Ausrüstung, die durch den Kampf erworben wurde. Das Gameplay beinhaltete Elemente des Samurai-Kampfes aus der Populärkultur. Wenn es um Waffen, Rüstungen und Kampfstile ging, wurde der historischen Genauigkeit Vorrang vor dem Design der Spielmechanik gegeben. Aus diesem Grunde wurden beispielsweise keine Schilde hinzugefügt, da sie von Samurai nicht im Kampf verwendet wurden. Jeder Endgegner, vom Yokai bis zum menschlichen Feind, hatte sein eigenes Aussehen und seine eigene Taktik. Die Yokai waren alle der japanischen Folklore entnommen, obwohl ihre Designs leichte Veränderungen gegenüber ihren ursprünglichen Formen erfuhren. Die Yokai-Bosse wurden immer auf ähnliche Weise designt: Zunächst entschieden die Entwickler über die anfängliche Form und den Eindruck der Figur. Anschließend fügten sie ein für den Spieler überraschendes Element hinzu. Wenn ein Yokai zum Beispiel schön erschien, wurde er irgendwann während des Kampfes hässlich.

## Veröffentlichung
Nioh wurde erstmals 2004 vom ursprünglichen Entwickler Koei unter dem Arbeitstitel „Oni“ angekündigt. Zusätzlich zum Spiel, das 2006 erscheinen sollte, sollte ein Spielfilm unter der Regie von Kurosawas Sohn Hisao Kurosawa produziert werden, der das Spiel inspirieren sollte: Das gesamte Projektbudget wurde auf drei Milliarden Yen geschätzt. Das Projekt wurde schließlich 2005 aufgrund von nicht näher genannten Produktionsproblemen abgesagt, und das Spiel wurde ein eigenständiges Projekt. Nioh wurde zum ersten Mal in einem Trailer auf der Electronic Entertainment Expo 2005 gezeigt, wo es als PlayStation-3-Exklusivtitel angekündigt wurde. Zu dieser Zeit wurde der Titel als „Ni-Oh“ romanisiert. Ursprünglich für eine Veröffentlichung im Jahr 2006 geplant, verpasste Nioh seinen angekündigten Veröffentlichungstermin und es wurde bis 2009 kein Update zum Spiel herausgegeben, als Koei Tecmo erklärte, dass der Titel noch in der Entwicklung sei. Ähnliche Updates würden in den folgenden sechs Jahren herausgegeben werden. Das Spiel, jetzt leicht umbenannt als Nioh, wurde 2015 auf der Tokyo Game Show als PlayStation-4-Exklusivtitel wieder eingeführt, mit einem geplanten Start in Japan im Jahr 2016. Ein Manga, der auf dem Charakter und dem Setting basiert, heißt Nioh: The Golden Samurai (仁王～金色の侍～, Niō: Kin'iro no Samurai), wurde von Yosuke Katayama geschrieben und begann die Serialisierung im Weekly Shōnen Magazine ab Mai 2016. Es wurde später für eine internationale Veröffentlichung auf der PlayStation Experience-Veranstaltung im Dezember desselben Jahres angekündigt, auch im Jahr 2016. Ein Manga, der auf dem Charakter und dem Setting basiert, mit dem Namen Nioh: The Golden Samurai (仁王～金色の侍～, Niō: Kin'iro no Samurai), wurde von Yosuke Katayama geschrieben und im Magazin Weekly Shōnen ab Mai 2016 veröffentlicht. Ursprünglich für Oktober 2016 geplant, wurde das Spiel verzögert, um letzte Anpassungen auf Basis des Spieler-Feedbacks aus Demos vorzunehmen. Die Lokalisierung hatte für Koei Tecmo aufgrund des weltweiten Veröffentlichungstermins hohe Priorität. Das Spiel wurde für eine weltweite Veröffentlichung im Februar 2017 angekündigt. Während Koei Tecmo das Spiel in Japan veröffentlichte, übernahm Sony Interactive Entertainment die Publishing-Aufgaben auf dem asiatischen Festland, in Nordamerika und Europa. Dies geschah, um das Spiel an ein möglichst breites Publikum zu verteilen. Es wurde in Nordamerika am 7. Februar, in Europa am 8. Februar und in Japan am 9. Februar veröffentlicht. Es wurden zwei Editionen erstellt: die Standard-Edition mit dem vollständigen Spiel und eine Digital Deluxe Edition mit einem zusätzlichen Waffenpaket, einem PS4-Theme und einem Season Pass. Vorbesteller-Boni waren zusätzliche Kostüme, die jeweils auf japanischen Tempelwächter-Statuen und dem Samurai Sanada Yukimura basierten. Das Spiel gehörte auch zu denjenigen, die das PlayStation-4-Pro-Modell unterstützten, wobei grafische Verbesserungen eine flüssige Framerate ermöglichten.

### Merchandise
Ein Manga, der auf dem Charakter und dem Setting basiert, heißt Nioh: The Golden Samurai (仁王～金色の侍～, Niō: Kin'iro no Samurai), wurde von Yosuke Katayama geschrieben und begann serialization in Weekly Shōnen Magazine ab Mai 2016. Der Manga lief für zwölf Ausgaben bis Mai 2017. Es wurde in drei tankōbon gesammelt, die zwischen Februar und Mai 2017 von Kodansha veröffentlicht wurden. Ein offizieller Soundtrack, der alle 45 Musikstücke aus dem Spiel enthält, wurde in Japan am 15. Februar veröffentlicht.

### Demos
Eine Demo-Version des Spiels, die als Alpha-Demo bezeichnet wurde, wurde am 26. April 2016 im PlayStation Network (PSN) veröffentlicht. Die Demo war bis zum 5. Mai verfügbar. Der Abschluss der Demo schaltete den Zugang zu einem kostenlosen herunterladbaren Inhalt (DLC) mit dem Namen Mark of the Conqueror frei. Diese Demo wurde veröffentlicht, damit Team Ninja Feedback aus einer zukünftigen Online-Umfrage erhalten konnte, um die Spielmechanik zu verbessern. Die Demo wurde von 850.000 Menschen weltweit heruntergeladen und das Feedback war insgesamt positiv, abgesehen von wiederkehrenden Beschwerden über das Fehlen von Tutorials, den hohen Schwierigkeitsgrad und die umständliche Steuerung. Daraufhin nahm das Team eine Reihe von Änderungen und Optimierungen am Gameplay vor. Eine zweite Beta-Demo wurde vom 23. August bis zum 6. September veröffentlicht. Sie enthielt neue Level, zusätzliche Waffen und ein überarbeitetes Gameplay, das auf dem Feedback der Alpha-Demo basierte. Wie die Alpha-Demo ermöglichte das Herunterladen der Beta-Demo den kostenlosen Zugang zu DLC-Inhalten, dieses Mal ein Pack mit dem Namen Mark of the Warrior neben dem ursprünglichen Mark-of-the-Conqueror-Pack. Sie führten erneut eine Umfrage unter den Spielern durch und nahmen auf der Grundlage dieses Feedbacks zahlreiche Anpassungen und Ergänzungen am Spiel vor. Die Verzögerung des Spiels von 2016 auf 2017 wurde durch diese Anpassungen verursacht. Eine dritte Demo mit dem Namen Last Chance Trial wurde vom 20. bis 23. Januar in Nordamerika und Europa zur Verfügung gestellt. Sie ermöglichte den Zugang sowohl zu vorherigem DLC, als auch zu einer finalen Belohnung für das vollständige Spiel. Produzent Fumihiko Yasuda führte später bei einer Präsentation auf der Tokyo Game Show 2018 den Erfolg von Nioh auf die Demo-Strategie zurück und sagte, dass die Demos neben dem Feedback der Nutzer auch das Ziel hatten, den Spielern zu zeigen, dass ihnen zugehört wird, „was hoffentlich dazu führen würde, dass die Spieler das Spiel mehr unterstützen“.

## Rezeption
Nioh wurde laut dem Review-Aggregator Metacritic allgemein positiv aufgenommen. Die meisten Kritiker lobten den Kampf, den Schwierigkeitsgrad, das Setting, die Verwendung japanischer Folklore und die Ästhetik als Höhepunkte, sowie die Möglichkeit für Spieler, verschiedene grafische Modi für die PS4-Version zu wählen. Die Geschichte des Spiels und die Inventarverwaltung stießen dagegen auf einige Kritik. Eurogamer rangierte das Spiel auf Platz 35 auf ihrer Liste der „Top 50 Spiele des Jahres 2017“, während Polygon es auf Platz 42 auf ihrer Liste der 50 besten Spiele des Jahres 2017 setzte. Das Spiel wurde bei den Game of the Year Awards 2017 des Onlinemagazins Destructoid als „Bestes PS4-Spiel“ nominiert, und bei den IGN’s Best of 2017 Awards als „Bestes PlayStation-4-Spiel“ und „Bestes Rollenspiel“. Nioh war später eines von drei Spielen, die als Beispiel für ein global erfolgreiches Spiel zum Global Game Business Summit auf der Tokyo Game Show 2018 eingeladen wurden.

### Verkaufszahlen
Nioh eröffnete auf Platz 2 der UK-Verkaufscharts. Die Einzelhändler Amazon und Walmart verkauften alle ihre Bestände von Nioh innerhalb der ersten Woche nach der Veröffentlichung. Es verkaufte 75.477 Exemplare in der ersten Woche in Japan und stieg auf Platz 2 in die Charts ein. Am 24. Februar 2017 gaben Koei Tecmo und Team Ninja bekannt, dass von Nioh innerhalb der ersten beiden Verkaufswochen weltweit über eine Million Einheiten an den Handel ausgeliefert wurden. Die Zahlen beinhalteten Einzelhandelslieferungen und digitale Verkäufe. Im Februar 2020 wurden weltweit über drei Millionen Exemplare des Spiels ausgeliefert.